# Landratsamt Weißenfels

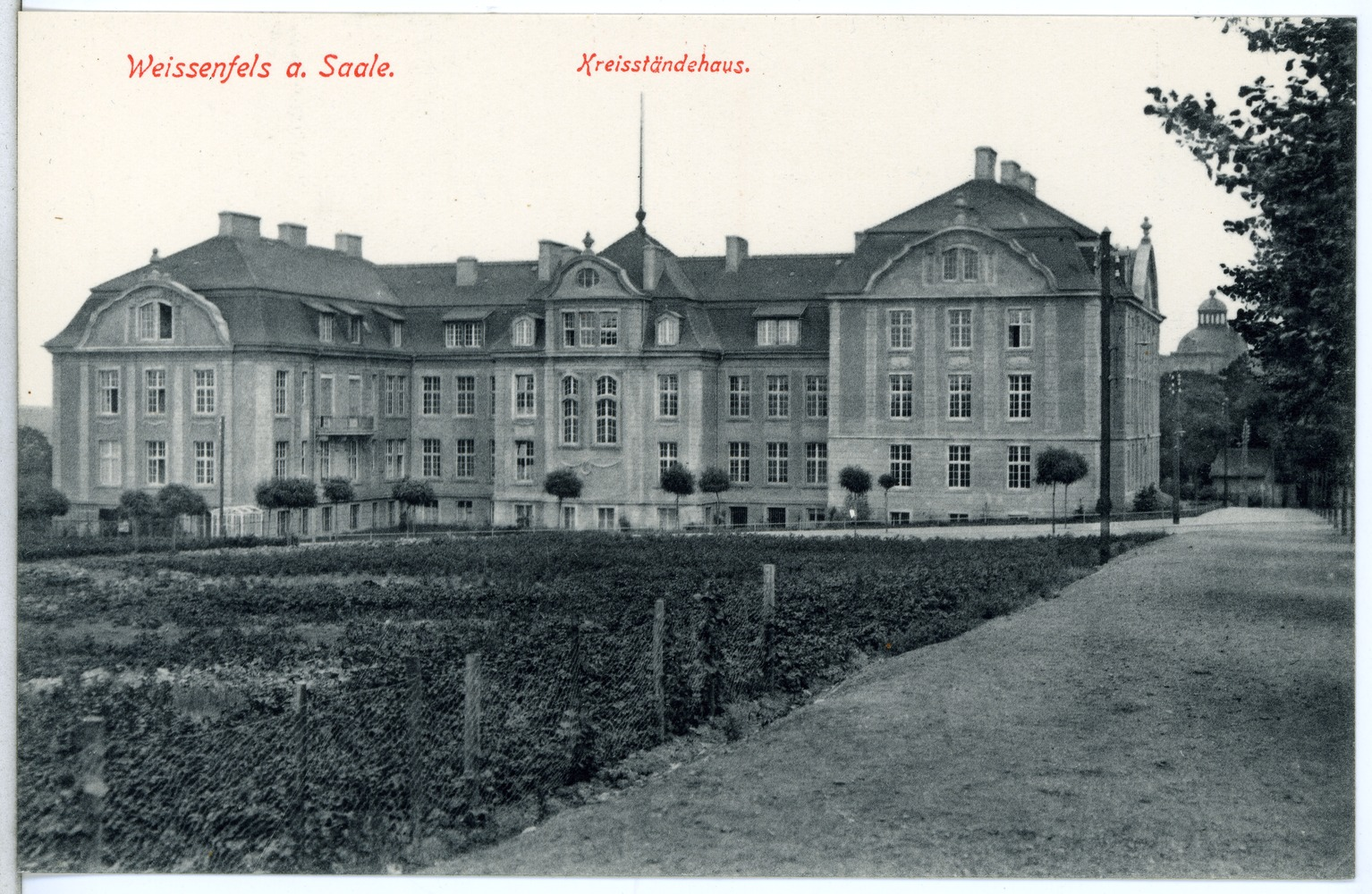
Kreisständehaus (1912), später Landratsamt Weißenfels

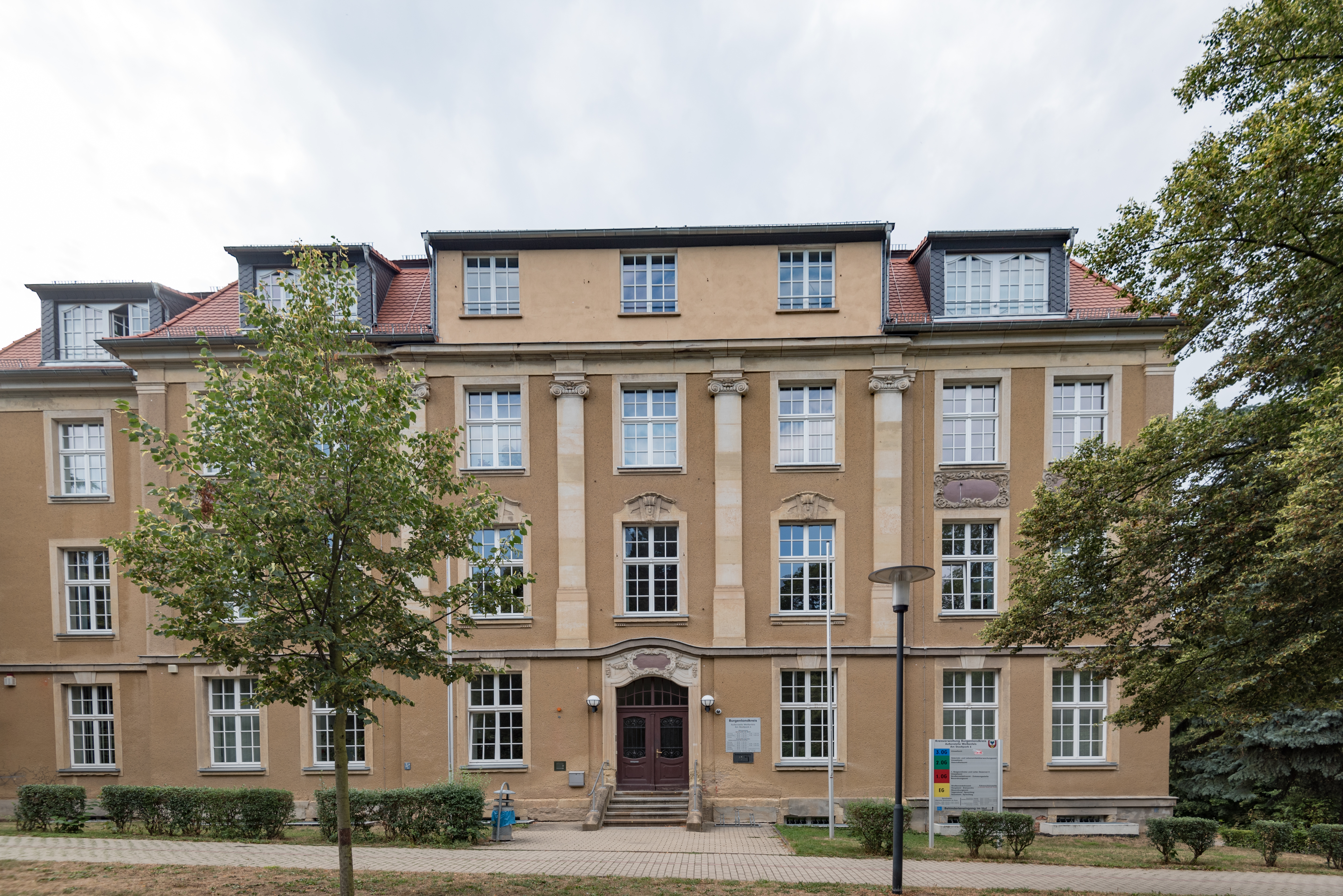
Ehemaliges Landratsamt, 2018

Das Landratsamt Weißenfels ist ein denkmalgeschütztes Gebäude in der Stadt Weißenfels in Sachsen-Anhalt. Im örtlichen Denkmalverzeichnis ist das Bauwerk unter der Erfassungsnummer 094 11326 als Baudenkmal verzeichnet.
Bei dem Gebäude unter der Adresse Am Stadtpark 6 handelt es sich um das ehemalige Kreisständehaus des Landkreises Weißenfels, das später – und bis zu dessen Auflösung im Jahr 2007 – als Landratsamt genutzt wurde. Heute ist es Sitz der Außenstelle des Landratsamtes des Burgenlandkreises und beherbergt dessen Dezernat III.
Das vom Architekten Hermann Schaedtler entworfene und aus drei Flügeln bestehende, drei- bis viergeschossige Gebäude wurde in den Jahren 1906 und 1907 im Stil des Neubarock und des Jugendstils erbaut.